# Abudefduf saxatilis
Abudefduf saxatilis är en fiskart som beskrevs av Carl von Linné, 1758. Abudefduf saxatilis ingår i släktet Abudefduf och familjen Pomacentridae. Inga underarter finns listade i Catalogue of Life.

## Utseende
A. saxalitis är gröngul på ryggsidan, bleknande mot vitt på buksidan, och har fem markerade svarta ränder som smalnar av mot buken. Adulta hanar blir mörkblå, vilket gör att deras svarta ränder inte framträder lika tydligt.

## Utbredning
A. saxalitis finns bara i Atlanten, och har hittats från Kanadas till Uruguays östkust, runt mittatlantiska öar och längs Afrikas tropiska västkust ned till Angola. Arten förekommer rikligt vid karibiska rev. I Indiska oceanen och Stilla havet finns i stället den närbesläktade arten A. vaigiensis.

## Sårbarhetsstatus
Enligt FishBase är artens sårbarhet liten till måttlig.